# حسين الحرفوش
الأمير حسين الحرفوشي البعلبكي الخزاعي، من أمراء الحرافشة الذين تولوا الحكم في بعلبك وشرقي البقاع اللبناني وحكموا ما يقارب من ثلاثة قرون ونصف من العام 1497م حتى 1865م. والأمير حسين صاحب المقالة قد غيب دوره الهام بالكامل في معركة عين دارا التي كان لها الدور البارز في تاريخ لبنان لاحقاً. 

## نبذة عنه
الأمير حسين الحرفوش

في مطلع القرن الثامن عشر كان على بعلبك الأمير حسين الحرفوش، (ربما كان من أحفاد حسين بن يونس بن حسين الحرفوش)، وفد إليه يوسف الدحداح سنة 1702م وخدم عنده، وطلب مساعدته ضد عماد الهاشم لإقراره على مشيخة العاقورة، التابعة لولاية بعلبك، فأعاده اليها بمساعدة الشيخ إسماعيل حمادة.

في رواية ثانية أكثر تفصيلاً تحمل دلالات عدة 
 وفي سنة 1702م: ارتحل يوسف الدحداح إلى بعلبك وخدم عند الأمير حسين الحرفوشي الوالي مُكرّماً، وبلغَ عماد الهاشم ذلك فخشيَ مِن رجوعه ـ وهو له خصمٌ ـ إلى العاقورة وتأييده، فاستغاث بالشيخ إسماعيل حمادة طالباً منه مشيخة القرية وإهلاك يوسف، فأبى الشيخ قائلاً: لا أعمل شيئاً ضدّ خاطر الأمير؛ لأنّه قد انعمَ عليَّ بقرية العاقورة وجعلها مِن إقطاعي، لكنْ سأنظر له تهلُكة. وبعد أيّام توجّه الشيخ إسماعيل إلى بعلبك، وعندما قابل يوسف وشاهد آدابه وحضر حُسن تصرّفه ونجابته عَدل عمّا كان أضمر له مِن السوء، والتمس مِن الأمير أنْ يسمح له بإقامة يوسف عنده ليُرتّب له الأحكام ثُمّ يرجع فأجابه الأمير، ورجع يوسف مع الشيخ فأحبّه الشيخ جداً لحُسن تصرّفه وخطّه وإنشائه وأمانته، وجعله شيخاً على العاقورة. ومساحة مقاطعة العاقورة تبلغ 82 كلم2 أي ما يعادل0.785% من مساحة لبنان الحالية.

 ومن خلال إعادة قراءة هذه الرواية المفصلة بمنظار العصر الذي حدثت فيه يتضح لنا بعض الأمور التالية:
- إن العاقورة كانت تابعة لولاية دمشق ثم انتقلت لولاية طرابلس، بعد أن «أنعم الأمير حسين على الشيخ إسماعيل حمادة بقرية العاقورة وجعلها من إقطاعه».
- إن التنسيق بين شيعة البقاع وشيعة الجبل كان على أعلى المستويات، فلم ينحصر على النواحي العسكرية والسياسية فقط بل تعداهما أيضاً للنواحي الإدارية، من خلال إعارة يوسف الدحداح للشيخ إسماعيل حمادة لينظم له الأحكام.[4]
- إن من واجبات ومسؤوليات شيخ القرية توثيق وترتيب الأحكام، بالإضافة إلى القيام ببعض الأعمال الإدارية (من كتابة وإنشاء) التي كانت تتطلب حسن الخط والترتيب، وكذلك مسك دفاتر الأموال المفروضة بأنواعها والضرائب والمكوس والتي تتطلب شرط الأمانه في شاغلها، بالإضافة إلى بعض الأعمال المحلية العادية.[5]

## أحواله
وكان الأمير حسين ذا سطوة وقوة، حكم خلال الفترة (1692-1712م)، لجأ اليه الأمير حيدر الشهابي لما طرده بشير باشا والي صيدا، ونصب على ولايته الأمير يوسف علم الدين يسانده أبو هرموش. اختبأ الأمير حيدر بادئ ذي بدء في مغارة عزرائيل بجوار الهرمل. 'ثم طلب مساعدة حاكم بعلبك الحرفوشي فمنحه الحماية، وزوده بألفين وخمسماية رجل من شجعان بلاد بعلبك 'وعاد الأمير حيدر مع هذه القوة الصغيرة إلى رأس المتن، فالتف حوله أمراء القيسية (الحمراء) وارتفع عدد أنصاره إلى أربعة آلاف رجل خاض بهم معركة (عين دارة) سنة 1711م. ضد قوات اليمنية (البيضاء) وبقيادة محمود أبي هرموش وأمراء آل علم الدين، ومساندة نصوح باشا والي دمشق وبشير باشا والي صيدا، وكتب النصر للأمير حيدر وجند بعلبك، وفر اليمنيون مخلفين على أرض المعركة قرابة خمسماية قتيل،
ويتضح حسبما أورده السفير عادل إسماعيل في مرجعه «الوثائق الدبلوماسية» Adel Ismail 1/24 أن خط سير الأمير حيدر الشهابي بجند بعلبك كان كالتالي: بعلبك - رأس المتن (بسرية تامة وانضمام أنصاره إليه) - عين دارة، وأيه اجتهادات أخرى حول خط سير الجيش خلافا لذلك يجب أن تكون مسندة بوثيقة أقوى لكي تدحض هذه الوثيقة، حيث ما كان يمكن أن يكتب النجاح لتحرك مثل هذه القوة التي قوامها جند بعلبك الأشداء مروراً بأراضي الإمارة الحرفوشية طولا وصولا لرأس المتن الشوفية لولا توفير الدعم الكافي لها في العديد والعتاد من الأمير حسين الحرفوشي، كما انهُ من غيرهِ في هذا المكان والزمان يستطيع ان يؤمن هذا العدد من الجند وهو الذي وصف بأنه كان ذا سطوة وقوه، ويفترض منطقياً من يقدم هذا العدد أن يكون لديه مثلهِ أضعافاً مضاعفة، حيث يقول القاضي والمؤرخ حسن الأمين في حلقة (القاضي حسن الأمين يروي آل حرفوش بعلبك على اليوتيوب) عن جيش الحرافشة أنه بلغ 15 ألف مقاتل وهذا العدد قل أن بلغه في أسرة من الأسر التي عرفها لبنان، ومن هنا كان قوتهم وكان الآخرون يرهبونهم.

## طمس معالم الحقيقة
تغنى مؤرخو لبنان بمعركة (عين دارا) ونتائجها لإنها " كانت المعركة الفاصلة في شأن لبنان، إذ جاء النصر التام على الحزب اليمني الأبيض فهلك معظمهم في حومة الوغى وتفانى قوام عصبيتهم كل التفاني وفي جملتهم امراء آل علم الدين الذين كانوا صدعاً مستمراً في بناء سلطة المعنيين والشهابيين". لقد نسبوا النصر إلى أمراء جبل لبنان ومشايخه، ومقدميه، وطمسوا معالم الحقيقة، وكشفها قنصل فرنسا في صيدا، Estelle(استيل) برسالة إلى وزير الدولة، "Pont Chartrain"(بونت شرتران)التقرير المؤرخ في الثالث والعشرين من آيار سنة 1711م وجاء فيه:
L’Emir Aydar a demandé la protection d’un cheik très puissant de Balbek qui la lui a accordée, et lui a donné environ deux mille cinq cents hommes de bonnes troupes pour ce pays .Il a pris cette petite armée vers le Chouf ou `le nombre a bien augmente’ par les druses de la bannière rouge qui l’on rejoint.
En très peu de jours il a eu sous son ordre quatre milles hommes…
و هذه ترجمة النص:

«طلب الأمير حيدر الحماية من شيخ بعلبك القوي جداً. وقد منحه الحماية، وأعطاه قرابة الفين وخمسماية رجل من خيرة جنود هذا البلد. وتقدم - بسرية تامة - مع هذا الجيش الصغير إلى بلاد الشوف. وبسرعة ازداد عدده بتجمعات الدروز من (القيسية الحمر) الذين التفوا حوله. وخلال أيام قليلة بات تحت إمرته أربعة آلاف رجل».

كما أتى البروفسور إستيفان ونتر على ذكر تلك الواقعة حيث قال في أطروحته:
| حسين الحرفوش | The Harfushes do not seem to have joined the Hamadas who had already been at war with the vali of Tripoli for nearly a year. Instead, they gave the emir Haydar al-Shihabi refuge when it became clear that the state intended to replace him with a rival Druze household, and provided 2500 troops to enable him to crush his enemies and establish the Shihabi as the sole tribal ruler ship of Sidon. | حسين الحرفوش |

 وترجمته كالتالي:

يبدو أن الحرافشة لم ينضموا إلى الحمادية اللذين كانوا فعلا في حالة حرب مع والي طرابلس لما يقارب العام. وعوضاً عن ذلك أعطوا الأمير حيدر الشهابي اللاجئ عندهم، الدعم عندما أصبح جلياً أن الدولة العثمانية كانت تنوي إستبداله بإحدى الشخصيات الدرزية المنافسة له في المنزلة، حيث قدم الحرافشة للأمير حيدر 2500 جندي لتمكينه من سحق أعدائه وإقامة إمارتهِ الشهابية منفرداً في صيدا. 

ويفهم من ذلك أن كلا من الحمادية في حربهم مع والي طرابلس والأمير حيدر الشهابي في معركتة في عين دارا كانا في حاجة لدعم الأمير حسين الحرفوشي الذي كان حاكماً لبعلبك والبقاعين في ذلك الوقت.

### رأي المؤرخين الغربيين في طمس الحقائق
يقول البروفسور ونتر-STEFAN WINTER-المهتم بتاريخ المنطقة وتاريخ الحكم العثماني لها إن التاريخ لا يمكن حجبه أو تعديله أو تبديله إلى الأبد، فلا بد أن يسطع نور الحقيقة يوماً فيبدد الزيف والغث، ويوقظها من سباتها مهما طال الزمن، وقد يأتي صوت الحق عبر القارات والشعوب والحضارات ليقول إن غموض الصورة التاريخية في لبنان يعود إلى «أن المؤرخين المحليين طلبوا من وقائع التاريخ أن تشهد بأن هوية هذه المناطق تعود إلى الدروز والموارنة لا إلى الطارئين». وكما يقول المثل الشعبي في مثل هذه الحالات أحشفاً وسوء كيل.

## وفاته
قتل الأمير حسين سنة 1724 بظروف غامضة، وتعددت الروايات التي لم نستطيع التأكد من مدى صحة إحداها، وحكم من بعده الأمير إسماعيل بن شديد الحرفوش.